# Ricardo Zunino
Ricardo Zunino (n. 13 aprilie 1949) este un fost pilot argentinian de Formula 1 care a evoluat în Campionatul Mondial între anii 1979 și 1981.